# 樋口曉子
樋口 暁子（ひぐち あきこ、1944年9月7日 - ）は、日本の政治家。元埼玉県蓮田市長（2期）。埼玉県初の女性首長である。

## 来歴
埼玉県蓮田市出身。埼玉県立浦和第一女子高等学校卒業。食生活改善推進員として市民活動に関わる。蓮田市食生活改善推進員協議会会長、生損保代理店社長などを務めた。
1998年（平成10年）、蓮田市長選挙に立候補し、現職の石川勝夫を破り初当選した。5月31日、市長就任。
2002年（平成14年）、元市職員の中野和信、元市長の石川勝夫ら3候補を破り再選。
※当日有権者数：人 最終投票率：59.68%（前回比：pts）
| 候補者名 | 年齢 | 所属党派 | 新旧別 | 得票数   | 得票率 | 推薦・支持 |
| -------- | ---- | -------- | ------ | -------- | ------ | ---------- |
| 樋口暁子 | 57   | 無所属   | 現     | 11,339票 | 36.89% |            |
| 中野和信 | 56   | 無所属   | 新     | 11,129票 | 36.20% |            |
| 石川勝夫 | 64   | 無所属   | 元     | 5,382票  | 17.51% |            |
| 山口隆   |      | 無所属   | 新     | 2,889票  | 9.40%  |            |

2006年（平成18年）、前回選に続いて立候補した中野和信に敗れ落選した。
※当日有権者数：52,011人 最終投票率：55.52%（前回比：－4.16pts）
| 候補者名 | 年齢 | 所属党派 | 新旧別 | 得票数   | 得票率 | 推薦・支持 |
| -------- | ---- | -------- | ------ | -------- | ------ | ---------- |
| 中野和信 | 60   | 無所属   | 新     | 13,916票 | 48.59% |            |
| 樋口暁子 | 61   | 無所属   | 現     | 11,518票 | 40.22% |            |
| 山口浩治 | 53   | 無所属   | 新     | 3,206票  | 11.19% |            |

2024年（令和6年）11月の秋の叙勲において、旭日双光章を受章した。